# Don César de Bazan (opéra)
Pour les articles homonymes, voir Don César de Bazan.
Don César de Bazan est un opéra-comique en quatre actes de Jules Massenet sur un livret d'Adolphe d'Ennery, et Jules de Chantepie, basé sur la pièce de théâtre du même titre d'Adolphe d'Ennery et Dumanoir, et créé à l'Opéra-Comique le 30 novembre 1872.

## Genèse
Commandé à l'origine à Jules Duprato qui n'a pu l'achever, Massenet reprend rapidement la partition au milieu de l'année 1872. Le livret d'Adolphe d'Ennery et Jules de Chantepied est tiré de la pièce de théâtre, Don César de Bazan, écrite en 1844 pour Frédérick Lemaître par d'Ennery et Dumanoir. 

## Personnages
- Maritana : soprano

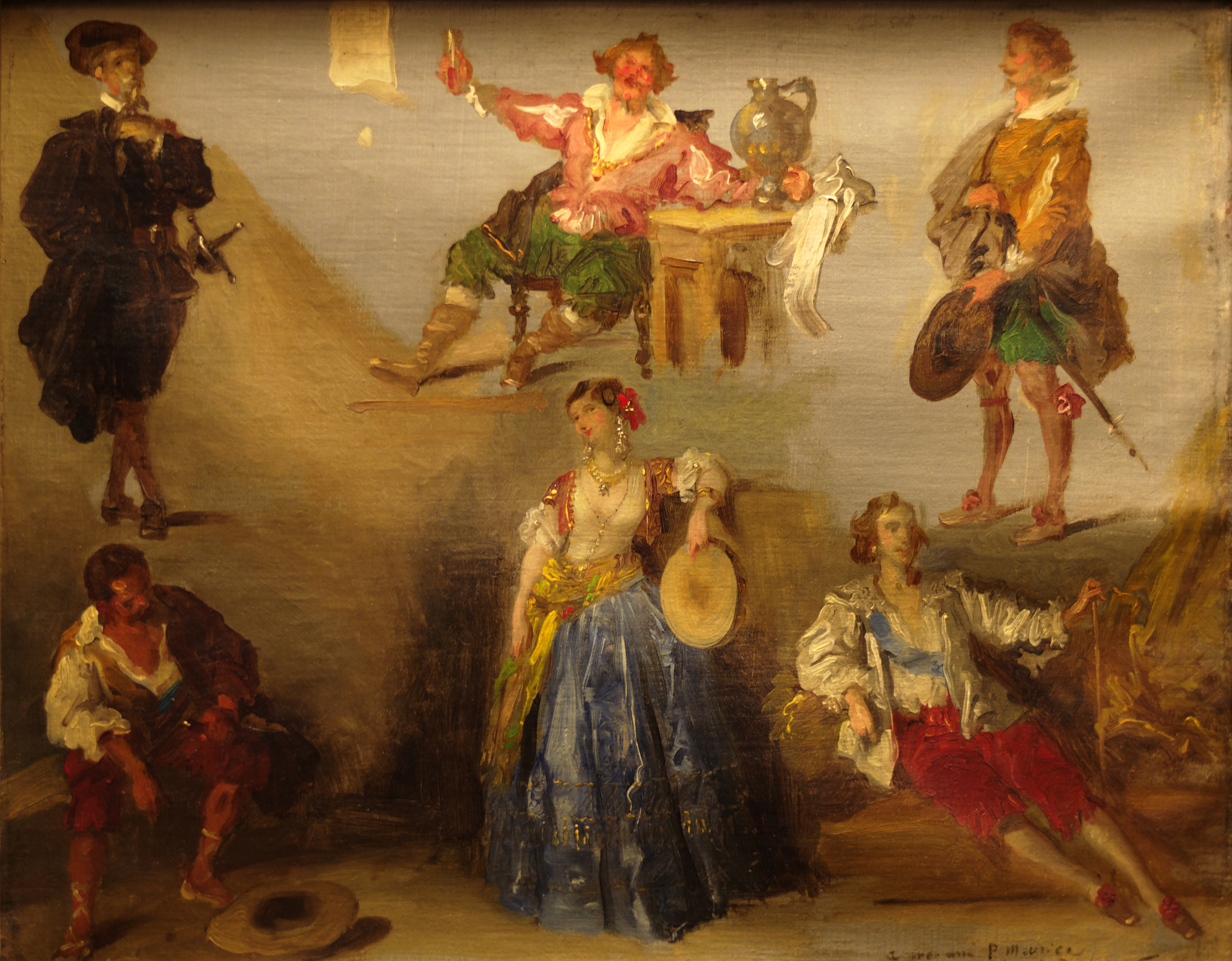
Six personnages de Victor Hugo par Louis Boulanger,
Musée des beaux-arts de Dijon.
Don Ruy Gomez - Don César de Bazan - Don Salluste
Hernani - Esméralda - Saverny

- Lazarille, jeune garçon pauvre : mezzo-soprano
- Charles II d'Espagne : ténor
- Don César : baryton[2]
- Don José de Santarem : baryton
- Capitaine des gardes : basse
- Un juge
- Un soldat
- Un alcade (version 1888)
- Un bourgeois (version 1872)
- Un valet (version 1872)
- Hommes et femmes du peuple, soldats, arquebusiers, seigneurs et dames de la cour

## Argument
Don César, un Grand d'Espagne ruiné, se bat en duel pour sauver Lazarille des griffes d'un capitaine cruel. Un édit royal ayant interdit les duels durant la Semaine sainte, don César est arrêté et condamné à mort par pendaison. Dans la cellule de sa prison, il est visité par Don José de Santarém, un ministre du roi Charles II qui aime la reine. Celle-ci lui refusera son amour tant que l'infidélité du roi ne sera pas prouvée. Charles II est amoureux de Maritana, une chanteuse des rues, qu'il ne peut approcher à cause de sa condition inférieure. Don José trame le projet de faire épouser Maritana par le condamné à mort avant son exécution, la faisant ainsi comtesse de Bazan. Sans expliquer son plan, il promet la richesse et le statut social à Maritana et la commutation de la pendaison en peloton d'exécution à son ami Don César ainsi que la protection du jeune Lazarille. Le mariage puis l'exécution ont lieu. La veuve est amenée au palais San Fernando pour apprendre les bonnes manières et on l'assure que son mari sera bientôt de retour d'exil. Mais le roi vient lui rendre visite, prétendant être Don César. Maritana lui dit qu'elle ne peut l'aimer. Avant que Charles II ne la force, Don César arrive : Lazarille avait enlevé les balles des mousquets. Don César est nommé gouverneur de Grenade par le roi et repart avec sa belle épouse.

## Représentation et accueil

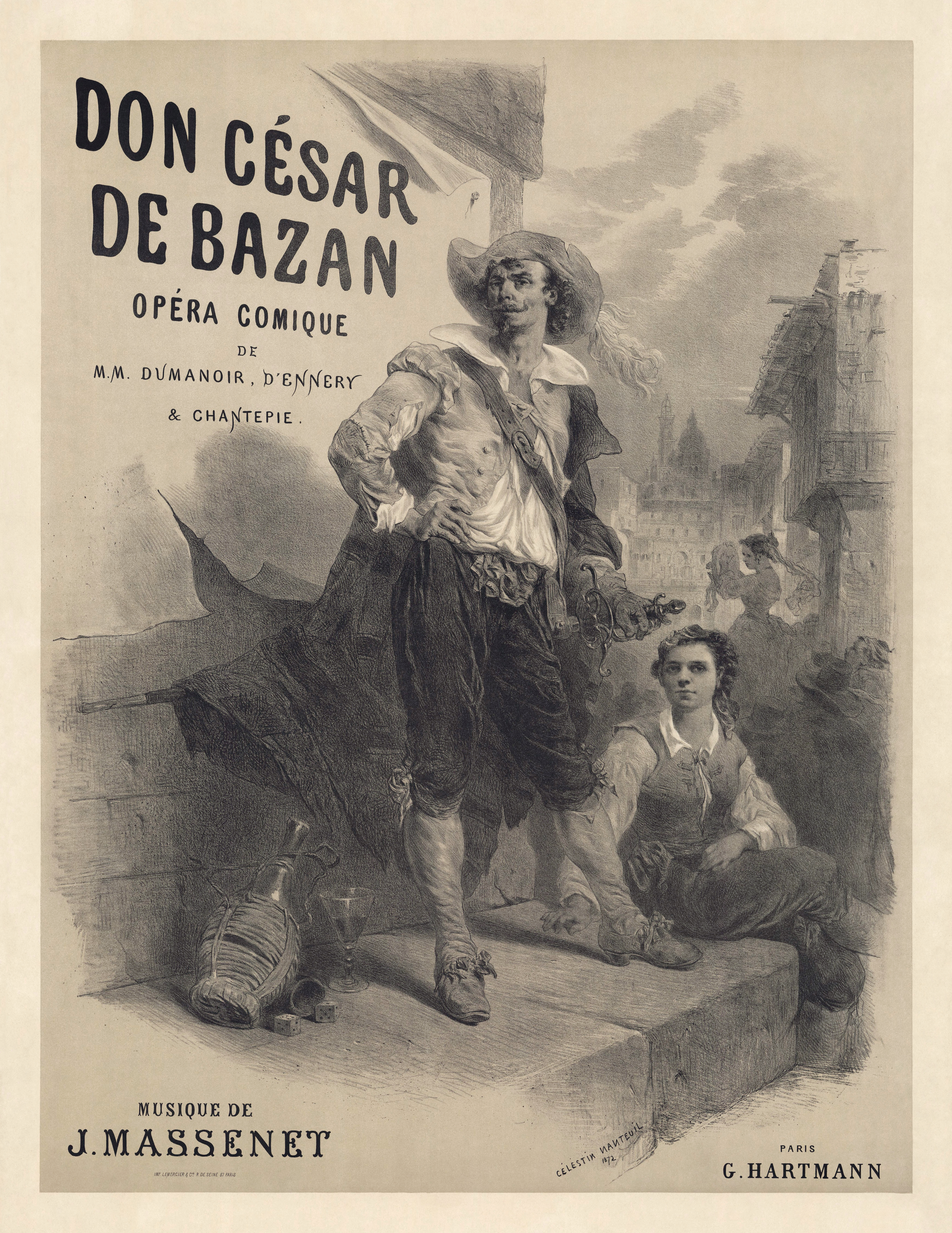
L'affiche de la première.

Après l'opéra en un acte La grand'tante créé cinq ans plus tôt, Don César de Bazan est le premier opéra complet de Massenet à être représenté. L'œuvre ne rencontre pas de succès et il faut attendre encore cinq ans, avec la première du Roi de Lahore, pour voir Massenet reconnu comme l'un des compositeurs les plus éminents de son temps. 
Don César est donné durant treize représentations à l'Opéra-Comique. Après l'incendie de la Salle Favart au cours duquel les partitions sont perdues, Massenet écrit une nouvelle version pour les voix. C'est celle-ci qui est jouée à Genève en 1888, puis Anvers, Bruxelles, les théâtres de province et la Gaîté-Lyrique en 1912, et La Haye en 1925. La Sevillana, air pour soprano colorature est fréquemment chantée indépendamment de l'opéra.

## Distribution lors de la première
Les rôles étaient ainsi distribués lors de la première à l'Opéra-Comique le 30 novembre 1872,
- Maritana : Marguerite-Marie Sophie Pollart "Priola"
- Lazarille : Célestine Galli-Marié
- Charles II d'Espagne : Paul Lhérie
- Don César : Jacques Bouhy
- Don José de Santarem : Neveu
- Capitaine des gardes : François Bernard
- Chef d'orchestre : Adolphe Deloffre

## Autour de l'opéra
Le compositeur irlandais William Vincent Wallace avait écrit en 1845 un opéra titré Maritana sur le même thème et dont le livret avait d'ailleurs la même source.
Camille Saint-Saëns écrit : « C'est une partition légère, pimpante, brillante (...) Elle n'a rien de commun avec les platitudes qui sont la coqueluche d'un certain public. »

## Enregistrements
Le 12 juin 2020 est sorti sous le label Naxos un enregistrement de Don César de Bazan, réalisé au Théâtre impérial de Compiègne. Dirigée par Mathieu Romano de l'Ensemble Aedes, la compagnie des Frivolités parisiennes est à l'origine de ce projet, ayant à cœur d'enregistrer cette œuvre, qu'elle avait montée sur scène dès 2016.
Laurent Naouri (Don Cesar), Elsa Dreisig (Maritana), Marion Lebègue (Lazarille), Thomas Bettinger (Le Roi), Christian Helmer (Don José), Christian Moungounbou (Capitaine de la garde), Ensemble Aedes, Orchestre des Frivolités parisiennes, dir.Mathieu Romano. 2 CD Naxos 2020. Choc de Classica, 5 Diapasons